# États malais

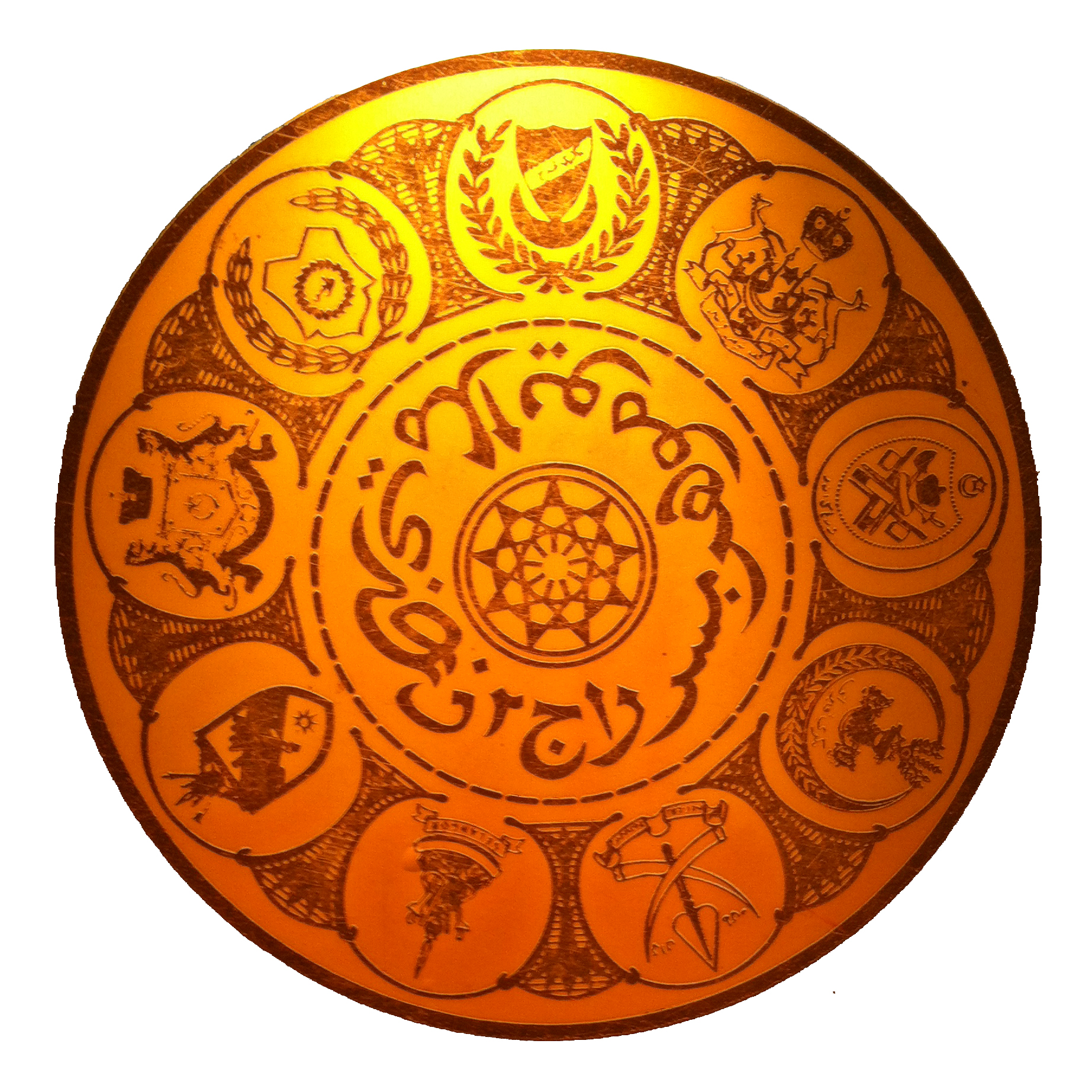
Sceau présentant les armoiries de neuf États malais et portant l'inscription « Great Seal of the Malay Rulers » (Grand sceau des souverains malais) en écriture Jawi. Il est exposé au Musée royal de Kuala Lumpur.

À la fin du XIXe siècle, l'expression anglaise « Malay states » ou « États malais » désignait les différents États dont la population parlait le malais et dont le souverain était un prince musulman portant en général le titre de « sultan ». Cette expression englobait non seulement les neuf sultanats encore existants de la partie péninsulaire de la Malaisie, dont le souverain est héréditaire, à savoir :
- Johor ;
- Kedah ;
- Kelantan ;
- Negeri Sembilan ;
- Pahang ;
- Perak ;
- Perlis ;
- Selangor ;
- Terengganu,

mais aussi de petites principautés situées dans le sud de la Thaïlande actuelle, qu'on appelait les « Siamese Malay states » ou « États malais du Siam », parce qu'ils étaient tributaire du royaume de Siam. Le plus connu était l'ancien royaume de Patani, dont le territoire recouvrait les provinces thaïlandaises actuelles de Narathiwat, Pattani, Songkhla et Yala. Le territoire de l'actuelle Satun appartenait alors au sultanat de Kedah.
Dans la Malaisie actuelle, les souverains portent le titre de Raja au Perlis, Yang di-Pertuan Besar au Negeri Sembilan et Sultan ailleurs, respectent les principes d'une monarchie constitutionnelle. Ce sont les neuf souverains des États malais qui élisent l'un d'entre eux Yang di-Pertuan Agong, c'est-à-dire le roi de la fédération de Malaisie.
Il faut distinguer les États malais des États de la Malaisie, qui comprennent, en plus des États malais, les anciennes colonies britanniques de Malacca et Penang, qui n'ont pas de souverain traditionnel mais sont dirigés par un gouverneur qui porte le titre de Yang di-Pertuan Negeri et sont nommés par le roi.
Jusqu'à la formation d'une « Union malaise » (Malayan Union) en 1946 par les Britanniques, les États malais se répartissaient en « États malais fédérés », créés en 1896 et dirigés par un haut commissaire britannique siégeant à Kuala Lumpur et représenté dans chaque États par un resident britannique, et en « États malais non fédérés », dont le souverain était secondé par un « conseiller » britannique.

## États malais fédérés
- Negeri Sembilan ;
- Pahang ;
- Perak ;
- Selangor.

## États malais non-fédérés
- Johor ;
- Kedah ;
- Kelantan ;
- Perlis ;
- Terengganu.